# 1536 год в науке
В 1536 году произошли различные научные и технологические события, некоторые из которых представлены ниже.

## События
- Молодой Амбруаз Паре, пройдя в парижской больнице Отель-Дьё двухгодичную школу хирургов, получает звание хирурга-парикмахера и отправляется на итальянский фронт, где его ждёт богатейший опыт лечения раненых[1].

## Публикации
- Шарль Этьенн: 
  - «Seminarium, et Plantarium fructiferarum praesertim arborum quae post hortos conseri solent, Denuo auctum & locupletatum. Huic accessit alter libellus de conserendis arboribus in seminario: deque iis in plantarium transserendis atque inserendis».
  - «De vasculis libellus, adulescentulorum causa ex Baysio decerptus. Addita vulgari Latinarum vocum interpretatione».
  - «De re vestiaria libellus, ex Bayfio excerptus: addita vulgaris linguae interpretatione, in adulescentulorum gratiam atque utilitatem».
- Жан Рюэль: «De Natura stirpium libri tres», довольно полная сводка ботанических знаний своего времени..
- Адам Ризе: «Ein Gerechent Büchlein auff den Schöffel Eimer vnd Pfundtgewicht…», методы коммерческих расчётов.
- Парацельс: «Die grosse Wundartzney», по хирургии.

## Родились
См. также: Категория:Родившиеся в 1536 году
- Апрель — Игнатий Данти, итальянский математик, астроном, картограф и космограф.; одним из первых подсчитал накопившуюся к тому времени ошибку юлианского календаря (11 дней), по приглашению папы Григория XIII участвовал в календарной реформе 1582 года (умер в 1586 году).
- 19 мая — Чжу Цзайюй, китайский учёный, астроном, математик, лингвист и музыковед (умер в 1611 году).
- 28 октября — Феликс Платер, швейцарский врач и ботаник (умер в 1614 году).
- Хуан де Фука,  испанский мореплаватель и лоцман греческого происхождения (умер в 1602 году).
- год рождения приблизителен — Хуан Фернандес, испанский исследователь (умер в 1604 году).

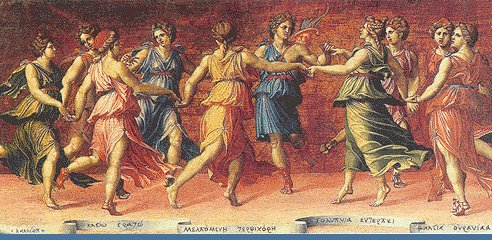
Бальдассаре Перуцци. Танец муз (в центре — Аполлон)

## Скончались
См. также: Категория:Умершие в 1536 году
- 6 января — Бальдассаре Перуцци, сиенский архитектор, после смерти Рафаэля возглавлял работу по строительству собора Святого Петра (род. в 1481 году).
- 12 июля — Эразм Роттердамский, крупнейший учёный Северного Возрождения, прозванный «князем гуманистов» (год рождения точно не известен).